# Симфония № 2 (Цемлинский)
Симфония № 2 Си-бемоль мажор — третья симфония А. Цемлинского (иногда обозначается как № 3). Написана летом 1897 года (окончена 9 сентября), во время пребывания композитора в Пайербахе вместе с А. Шёнбергом. Именно там последний сочинил ре-мажорный струнный квартет, первую свою раннюю работу, от которой впоследствии не отказался.
Эта симфония может рассматриваться и как последняя ранняя работа Цемлинского, и как первая его работа зрелая. В ней полно отражается его техническое мастерство и уже содержатся ясные намёки на произошедшие скоро изменения и недалёкое отступление от консервативного академизма, что приведёт композитора к созданию своего собственного стиля, необычайно сильного и богатого красками. Цемлинский представил партитуру на конкурс имени Бетховена в 1898 году, и занял первое место вместе с Р. Гундом, представившим свою симфонию Соль мажор. Оба призёра 5 марта 1899 года исполнили свои работы на специальном концерте Венского филармонического оркестра.
Больше Цемлинский ничего с симфонией не делал, получить приз было его целью — и он её достиг. Дальнейшую судьбу произведения он не считал своей личной заботой. Возможно, что А. Веберн, изучавший в 1904 году у Цемлинского оркестровку, намекает на финал этой симфонии в теме своей пассакальи op. 1 (1808), написанной для струнных пиццикато, октавами и pianissimo. Несомненно, симфонию хорошо знал А. Шёнберг, вариации для оркестра op. 31 (1926—1928) явно исходят из неё, хотя, может быть, и неосознанно. В сущности, внимание, уделённое Цемлинским сооношениям интервалом в cantus firmus, прямо претворяет додекафонию Шёнберга.

## Музыка
В симфонии четыре части, но скерцо и медленная часть переставлены местами (что, впрочем, не редкость).
- I. Sostenuto. — Allegro (schnell, mit Feuer und Kraft).
- II. Nicht zu schnell (scherzando).
- III. Adagio.
- IV. Moderato.

Первая часть написана в сонатной форме, начинается с фанфар. В медленном вступлении (Sostenuto) излагается основная тема, своей хоральной торжественностью напоминающая произведения А. Брукнера. Она построена только на чистой квинте и её обращении, чистой кварте, объединённых уже упоминавшейся фанфарообразной ритмической фигурой. Изменённая, прерывистая, она становится темой главной партии Allegro. Тема побочной партии напевна, заключительная же своей танцевальностью напоминает музыку А. Дворжака, которая высоко ценилась в среде учеников И. Брамса. В разработке все три темы смешиваются, к ним добавляется и тема вступления. Это позволяет достичь сильных контрастов и скачков настроения. Реприза не содержит всей главной партии целиком, этим приёмом часто пользовался сам Брамс. В конце части поставлена короткая, но эффектная кода, музыка которой происходит из заключительной партии.
Темы скерцо снова напоминают Брукнера. Оно причудливо, несколько безумно, полно синкоп. Спокойно-идиллическое трио, в котором важнейшую роль играют деревянные духовые, в конце концов обрывается снова появившейся темой скерцо. Реприза укороченна, кода, напротив, длинная. Этим, как и неожиданными сменами ритма и сложностью метра, Цемлинский изо всех сил старается избежать симметричности обыкновенного трёхчастного построения.
Третья часть, Adagio, написана в Ми-бемоль мажоре. Она трёхчастна. Вступление аккордами у деревянных духовых напоминает начало Largo из девятой симфонии Дворжака. Сами аккорды явно написаны под влиянием мотива Грааля из вагнерова «Парсифаля» и мотив странника из его же «Зигфрида». Основная тема этой части тиха и мечтательна. Вторая же тема силой напоминает гимн, она то поднимается, но опускается.
Финал в миноре Цемлинский задумывал как пассакалью в память Брамса, умершего за несколько месяцев до создания симфонии, в апреле 1897 года. В отличие от того, как это сделано в четвёртой симфонии самого Брамса, послужившей далёким образцом, тема не вводится в целиком гармонизированной форме, но как пиццикато без аккомпанемента в басу после нескольких вступительных тактов. Возможно, считалось, что участники конкурса имени Бетховена должны демонстрировать свои способности в контрапункте. В таком случае, Цемлинский должен был удивить жюри, поставив вместо блестящей заключительной фуги пятиголосное фугато только для струнных, тихое и отстранённое, к тому же, скорее в середине части, а не в конце. Триумфом же и кульминацией он сделал последнюю вариацию, в которой тема пассакальи необыкновенно легко сочетается с основной темой, введённой ещё в Sostenuto первой части.

## Записи
| Год записи | Дирижёр      | Оркестр                                            | Фирма                           |
| ---------- | ------------ | -------------------------------------------------- | ------------------------------- |
| 1985       | Э. Зейпенбуш | Словацкий филармонический оркестр                  | Marco Polo — 8.220391           |
|            | Р. Шайи      | Симфонический оркестр Берлинского радио (западный) | PolyGram — 421 644-2            |
| 1996       | Дж. Конлон   | Гюрцених-оркестр                                   | EMI Classics — 7243 5 56473 2 0 |
| 2001       | Э. Бомон     | Чешский филармонический оркестр                    | Nimbus Records                  |